# Elementos de la filosofía de Newton
Elementos de la filosofía de Newton (en francés: Éléments de la philosophie de Newton) es un libro escrito por el filósofo Voltaire y en coautoría con la matemática y física Émilie du Châtelet en 1738 que ayudó a popularizar las teorías y el pensamiento de Isaac Newton. Este libro, junto con Cartas sobre los ingleses, escrito en 1733, demostró que Voltaire había ido más allá de la simple poesía y obras de teatro que había escrito anteriormente.
En 1745 se publicó una nueva edición que contenía una sección inicial sobre la metafísica de Newton, publicada originalmente por separado en 1740. En 1745, cuando se publicó la edición de Éléments de Voltaire, las mareas del pensamiento estaban cambiando en su dirección, y en 1750 se había generalizado la percepción de que Francia se había convertido del cartesianismo erróneo al newtonismo moderno gracias a Voltaire.

## Contenido

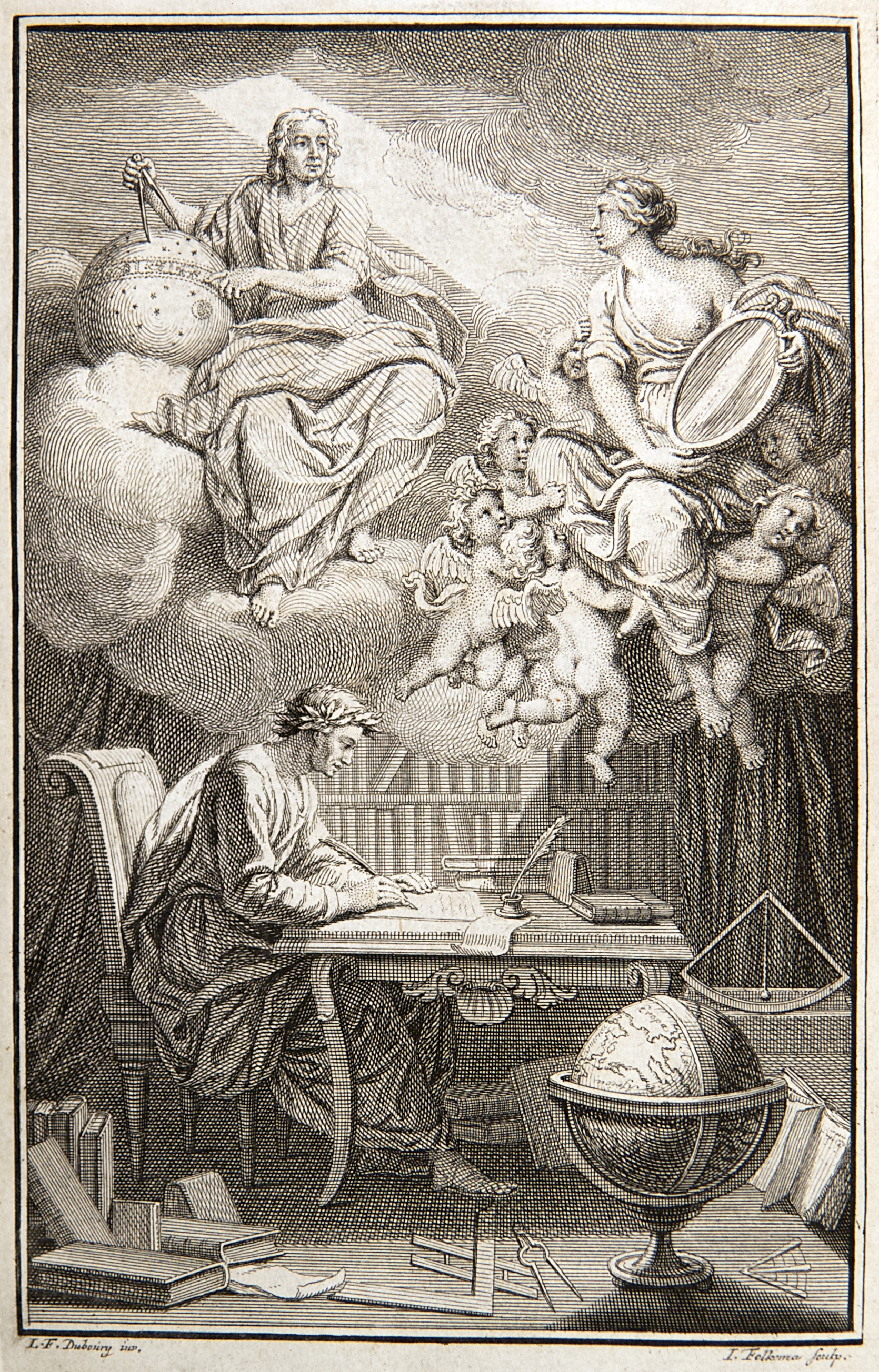
Frontispicio de Elémens de la philosophie de Newton (1738) sobre la interpretación de Voltaire de la obra de Isaac Newton, iluminado por una luz aparentemente divina que proviene del propio Newton y una musa, que representa a la amante de Voltaire, Émilie du Châtelet, quien en realidad tradujo a Newton y colaboró con Voltaire para dar sentido a la obra de Newton.

### Primera parte.Metafísica.
- Cap. I. — De Dios. Razones que no todas las mentes gustan. Razones de los materialistas.
- Cap. II. — Del espacio y de la duración, como propiedades de Dios. — El sentimiento de Leibnitz. El sentimiento y las razones de Newton. Materia infinita imposible. Epicuro tuvo que admitir a un Dios creador y gobernador. Propiedades del espacio y la duración.
- Cap. III. — De la libertad en Dios y del gran principio de la razón suficiente. — Los principios de Leibnitz, llevados tal vez demasiado lejos. Su razonamiento seductor. Respuesta. Nuevos casos contra el principio de lo indiscernible.
- Cap. IV. — De la libertad en el hombre. Excelente trabajo contra la libertad; tan bueno, que el Dr. Clarke respondió con insultos. Libertad de indiferencia. Libertad de espontaneidad. La privación de libertad, algo muy común. Poderosas objeciones a la libertad.
- Cap. V. — De la religión natural. El reproche de Leibnitz a Newton, que es infundado. Refutación de un sentimiento de Locke. El bien de la sociedad. Religión natural. Humanidad.
- Cap. VI. — Del alma, y de la manera en que está unida al cuerpo, y en que tiene sus ideas. Cuatro opiniones sobre la formación de las ideas: la de los viejos materialistas, la de Malebranche, la de Leibnitz; la opinión de Leibnitz se oponía.
- Cap. VII. — De los primeros principios de la materia. Examen de la materia prima. El error de Newton. No hay transmutaciones verdaderas. Newton admite átomos.
- Cap. VIII.—De la naturaleza de los elementos de la materia o mónadas. — La opinión de Newton. La imaginación de Leibnitz.
- Cap. IX. — De la fuerza activa que pone en movimiento todo en el universo. "Si siempre hay la misma cantidad de fuerza en el mundo". Examen de la fuerza. Forma de calcular la fuerza. Conclusión de las dos partes.

### Segunda parte.Física newtoniana. Introducción
- Cap. I. — Primeras investigaciones sobre la luz y cómo llega a nosotros. Los errores de Descartes en este tema. — Singular definición de los peripatéticos. El espíritu sistemático descarrió a Descartes. Su sistema es erróneo. Del movimiento progresivo de la luz. Error del espectáculo de la naturaleza. Demostración del movimiento de la luz, de Rømer. El experimento de Rømer fue discutido e inoportunamente combatido. Evidencia del descubrimiento de Rømer por los descubrimientos de Bradley. Historia de estos descubrimientos. Explicación y conclusión.
- Cap. II. — El sistema de Malebranche, tan erróneo como el de Descartes; naturaleza de la luz; sus carreteras; su velocidad. — Error del padre Malebranche. Un experimento que destruye la quimera de los torbellinos luminosos. Definición de la materia de la luz. El fuego y la luz son el mismo ser. Rapidez de la luz. La pequeñez de sus átomos. Un concepto erróneo sobre cómo llega a nosotros. Progresión de la luz. Prueba de la imposibilidad de repostar. Obstinación contra estas verdades. Abuso de las Sagradas Escrituras contra estas verdades.
- Cap. III. — La propiedad que tiene la luz de reflejarse a sí misma no se conocía realmente; no se refleja en las partes sólidas de los cuerpos, como se creía. — No hay un cuerpo unido. Luz no reflejada por partes sólidas. Experimentos decisivos. Cómo y en qué sentido la luz brota del mismo vacío. Cómo lo vivimos. Conclusión de este experimento. Cuanto más pequeños son los poros, más luz pasa a través de ellos. Malas objeciones a estas verdades.
- Cap. IV. — De la propiedad que tiene la luz de romperse al pasar de una sustancia a otra, y de tomar un nuevo camino. Cómo se rompe la luz.
- Cap. V. — De la conformación de nuestros ojos; cómo entra y actúa la luz en este órgano. — Descripción del ojo. Ojo presbicia. Ojo miope.

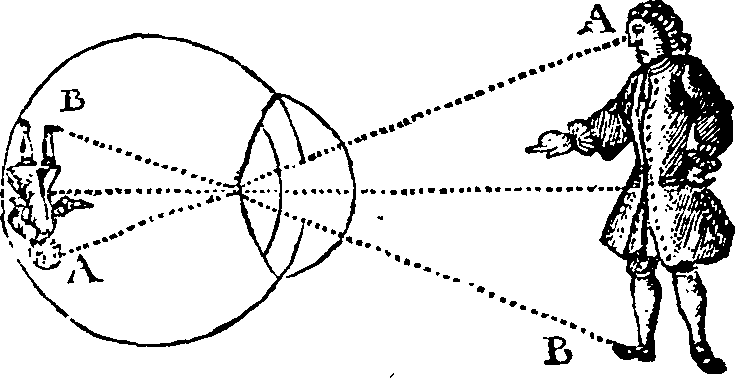
Ilustración de Los elementos de la filosofía de Newton (1738) sobre la visión del ojo humano.

- Ilustración de Los elementos de la filosofía de Newton (1738) sobre la visión del ojo humano.Cap. VI. — Espejos, telescopios. De las razones que dan las matemáticas de los misterios de la visión; que estas razones no son suficientes. — Espejo plano. Espejo convexo. Espejo cóncavo. Explicaciones geométricas de la visión. No hay una conexión inmediata entre las reglas de la óptica y nuestras sensaciones. Ejemplo en evidencia.
- Cap. VII. — Cómo conocemos las distancias, las magnitudes, las cifras, las situaciones. — Los ángulos y las líneas ópticas no pueden decirnos las distancias. Ejemplo en evidencia. Estas líneas ópticas no muestran ni las cantidades ni las cifras. Ejemplo en evidencia. Prueba de ello es la experiencia del ciego de nacimiento curado por Cheselden. Cómo sabemos las distancias y las cantidades. Ejemplo. Aprendemos a ver tanto como a leer. La vista no puede dar a conocer la extensión.Voltaire analiza un caso en el que el Dr. William Cheselden sanó la vista de un adolescente ciego. Voltaire señala que al ver por primera vez, el niño pensó que las imágenes descansaban en sus globos oculares.[2]
- Cap. VIII — Por qué el Sol y la Luna parecen más grandes en el horizonte que en el meridiano.[3] — El sistema de Malebranche contradicho por la experiencia. Explicación del fenómeno.Ilustraciones de Los elementos de la filosofía de Newton (1738) sobre la refracción de la luz.
- Cap. IX — De la causa que hace que los rayos de luz se rompan al pasar de una sustancia a otra; que esta causa es una ley general de la naturaleza, desconocida antes de Newton; que la inflexión de la luz es también un efecto de esta causa, etcétera. — ¿Qué es la refracción? Proporción de refracciones encontradas por Snellius. ¿Qué es un seno de refracción? El gran descubrimiento de Newton. La luz se rompió antes de entrar en los cuerpos. Reseña de la atracción. Debemos examinar la atracción antes de rebelarnos contra esta palabra. Impulso y atracción, a partes iguales ciertos y desconocidos. De qué manera la atracción es una cualidad oculta. Evidencia de atracción. Inflexión de la luz cerca de los cuerpos que la atraen.
- Cap. X. — Continuación de las maravillas de la refracción de la luz. Que un solo rayo de luz contiene en sí mismo todos los colores posibles. ¿Qué es la refrangibilidad? Nuevos descubrimientos. — La imaginación de Descartes sobre los colores. Error de Malebranche. El experimento y la demostración de Newton. Anatomía de la luz. Colores en los rayos primitivos. Vanas objeciones contra estos descubrimientos. Críticas aún más vanas. Experiencia Significativa.Ilustración de Los elementos de la filosofía de Newton (1738) sobre el arcoíris.

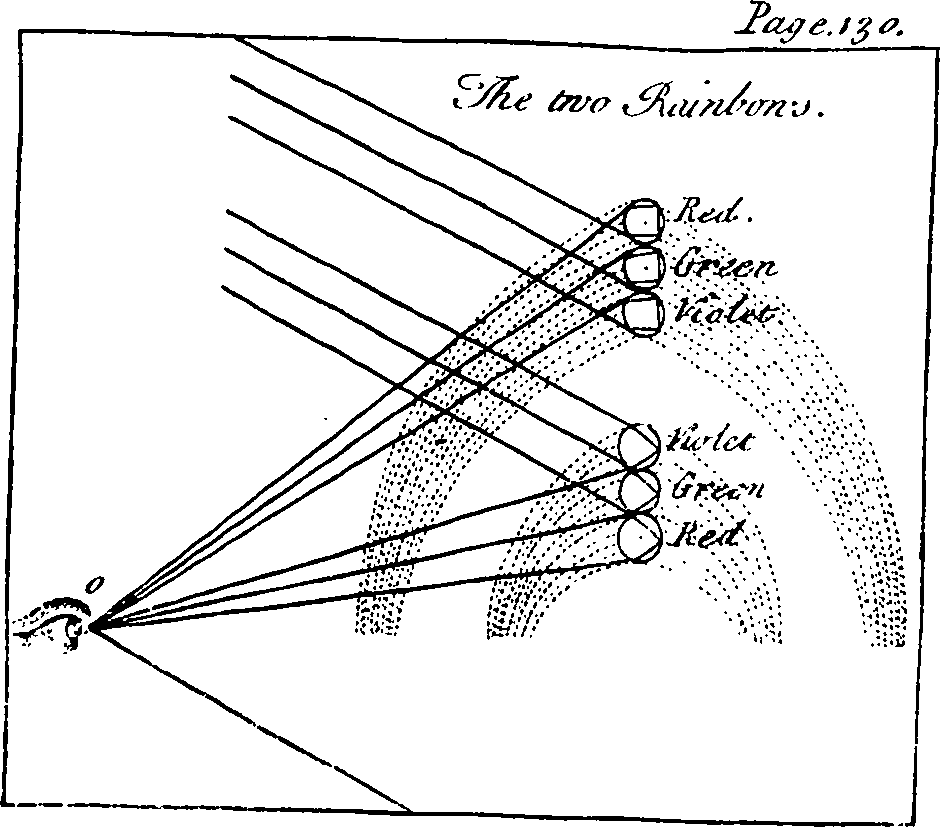
Ilustración de Los elementos de la filosofía de Newton (1738) sobre el arcoíris.

- Cap. XI. — Del arco iris; que este meteoro es una consecuencia necesaria de las leyes de la refrangibilidad. El mecanismo del arco iris desconocido para toda la antigüedad, la ignorancia de Alberto Magno. El arzobispo Antonio de Dominis fue el primero en explicar el arco iris. Su experiencia imitada por Descartes. La refrangibilidad, la única razón del arco iris. Explicación de este fenómeno. Los dos arcoíris. Este fenómeno siempre visto en un semicírculo.
- Cap. XII. — Nuevos descubrimientos sobre la causa de los colores, que confirman la doctrina precedente. Demostración de que los colores son causados por el grosor de las partes que componen los cuerpos, sin que la luz se refleje de estas partes. — Conocimiento más profundo de la formación de los colores. Grandes verdades extraídas de una experiencia común. Los experimentos de Newton. Los colores dependen del grosor de las partes de los cuerpos, sin que estas partes reflejen la luz en sí mismas. Todos los cuerpos son transparentes. Prueba de que los colores dependen de los espesores, sin que las partes sólidas reflejen la luz.
- Cap. XIII. — Continuación de estos descubrimientos. Acción recíproca de los cuerpos sobre la luz. — Experimentos muy singulares. Consecuencias de estos experimentos. Acción recíproca de los cuerpos sobre la luz. Toda esta teoría de la luz tiene que ver con la teoría del universo. La materia tiene más propiedades de las que pensamos.
- Carta del autor, que puede servir como conclusión a la teoría de la luz.

### Tercera parte.Física newtoniana.
- Cap. I. — Primeras ideas sobre las leyes de la gravedad y de la atracción: que la materia sutil, los torbellinos y la solidez deben ser rechazados. — Atracción. Un experimento que demuestra el vacío y los efectos de la gravitación. La gravedad actúa a causa de las masas. ¿De dónde viene este poder de la gravedad? No puede provenir de una supuesta materia sutil. Por qué un cuerpo pesa más que otro. El sistema de Descartes no puede dar cuenta de esto.
- Cap. II. — Que los vórtices y la plenitud de Descartes son imposibles, y que, por consiguiente, hay otra causa de la gravedad. — Pruebas de la imposibilidad de los remolinos. Las pruebas contra la plena.
- Cap. III. — La gravitación demostrada por el descubrimiento de Newton. Historia de este descubrimiento. Que la luna recorre su órbita por la fuerza de esta gravitación. — Leyes de la caída de los cuerpos encontrados por Galileo.[4] Para saber si estas leyes son las mismas en todas partes. Historia del descubrimiento de la gravitación. Proceso de Newton. Teoría extraída de estos descubrimientos. La misma causa que hace que los cuerpos caigan a la tierra, dirige la luna alrededor de la tierra.
- Cap. IV. — Que la gravitación y la atracción dirigen a todos los planetas en su curso. — Cómo debe entenderse la teoría de la gravedad en Descartes. Qué es la fuerza centrífuga y la fuerza centrípeta. Esta demostración demuestra que el Sol es el centro del universo, y no la Tierra. Es por las razones anteriores que tenemos más verano que invierno.
- Cap. V. — Demostración de las leyes de la gravitación extraídas de las reglas de Kepler: que una de estas leyes de Kepler demuestre el movimiento de la tierra. — La Gran Regla de Kepler. Falsas razones para esta admirable ley. La verdadera razón de esta ley, encontrada por Newton. Recapitulación de la evidencia de la gravitación. Estos descubrimientos de Kepler y Newton sirven para demostrar que es la Tierra la que gira alrededor del Sol. Demostración del movimiento de la tierra, extraída de las mismas leyes.
- Cap. VI. — Nuevas pruebas de atracción: que las desigualdades del movimiento y de la órbita de la luna son necesariamente efectos de la atracción. — Ejemplo en evidencia. Desigualdades en el curso de la luna, todas causadas por la atracción. Deducción de estas verdades. La gravitación no es el efecto del curso de las estrellas, sino que su curso es el efecto de la gravitación. Esta gravitación, esta atracción puede ser un primer principio establecido en la naturaleza.
- Cap. VII. — Nuevas pruebas y nuevos efectos de la gravitación: que este poder está en todas las partes de la materia: descubrimientos que dependen de este principio. Observación general e importante sobre el principio de atracción. La gravitación, la atracción, está en todas las partes de la materia por igual. El audaz y admirable cálculo de Newton.
- Cap. VIII. — Teoría de nuestro mundo planetario. — Demostración del movimiento de la Tierra alrededor del Sol, a partir de la gravitación. Tamaño del sol. Gira en torno al centro común del mundo planetario. Siempre cambia de lugar. Su densidad. En qué proporción los cuerpos caen sobre el sol. Idea de Newton sobre la densidad del cuerpo de Mercurio. La predicción de Copérnico sobre las fases de Venus.
- Cap. IX. — Teoría de la Tierra: Examen de su figura. — Historia de las opiniones sobre la figura de la tierra. El descubrimiento de Richer, y sus secuelas. Teoría de Huygens. La de Newton. Disputas en Francia sobre la figura de la tierra
- Cap. X. — Del período 25.920 años, causados por la atracción. — Malentendido general en el lenguaje de la astronomía. Historia del descubrimiento de este período, no muy favorable a la cronología de Newton. Explicación dada por los griegos. Investigación sobre la causa de este período
- Cap. XI. — Del flujo y reflujo: que este fenómeno es una consecuencia necesaria de la gravitación. — Los llamados remolinos no pueden ser la causa de las mareas: prueba. La gravitación es la única causa obvia de las mareas. Refutación de los que pretenden asignar la causa final de las mareas.Ilustraciones de Los elementos de la filosofía de Newton (1738) sobre los planetas Júpiter y Saturno.

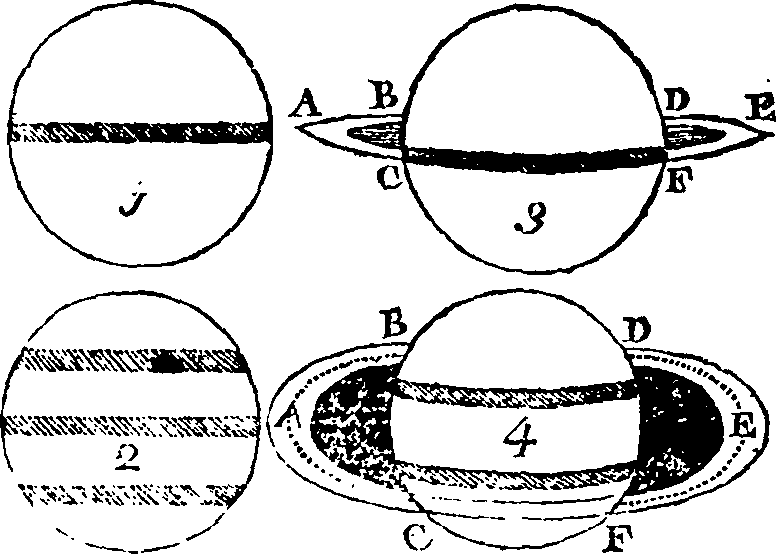
Ilustraciones de Los elementos de la filosofía de Newton (1738) sobre los planetas Júpiter y Saturno.

- Cap. XII. — Teoría de la Luna y del resto de los planetas. — Por qué la luna gira más rápido alrededor de la tierra que la tierra alrededor del sol. Nunca nos muestra nada más que el mismo lado. Por qué el año de la luna tiene solo 354 días. Sus diversos movimientos; los movimientos de los ábsides en 9 años, el de los nudos en 19 años; La luna se mueve más rápido de lo que solía ir. Pesa sobre el sol 40 veces menos que la tierra. Gravedad de los cuerpos en la superficie de la luna. Distancia de Marte al Sol. Su tamaño. Tamaño, masa de Júpiter. La gravedad y la caída de los cuerpos en Júpiter. Plano elevado en el ecuador, aplanado en los polos. Satélites de Júpiter. Cómo desde Saturno vemos el sol. Su densidad. Nota sobre la densidad de los planetas. Gravedad de los cuerpos en Saturno, y de este globo en el Sol. Trastorno entre las órbitas de Saturno y Júpiter, bastante sensible, y causado por la atracción.
- Cap. XIII. — Cometas: del poder de atracción sobre ellos. — Ideas antiguas sobre los cometas rectificadas por Tycho Brahe. Verdad y error en Descartes. Los cometas deben describir necesariamente una sección cónica alrededor del sol. Trayectoria de los cometas. ¿Por qué un cometa, que pasa cerca del sol, no cae sobre esta estrella? Los cometas son cuerpos opacos. Son planetas. Dificultad para conocer su regreso. ¿Qué es la cola de los cometas? El malentendido de Descartes de las colas de los cometas. Newton midió la línea que la cola de un cometa debería describir en varios años. Probable uso de cometas.
- Cap. XIV. Que la atracción actúa en todas las operaciones de la naturaleza, y que es la causa de la dureza de los cuerpos. — La atracción provoca adhesión y continuidad. Cómo dos partes groseras de la materia no se atraen. Cómo se atraen las piezas más pequeñas. Atracción de fluidos. Experiencias que demuestran atracción. Atracción en química. Conclusión y recapitulación.
- Láminas para la comprensión del texto de los Elementos de Filosofía de Newton.